# 60 Ursae Majoris
60 Ursae Majoris är en gulvit jätte i stjärnbilden Stora björnen. Stjärnan har visuell magnitud +6,08 och är knappt synlig för blotta ögat vid god seeing. Den ligger på ett avstånd av ungefär 325 ljusår.